# Панта Срећковић
Пантелија Срећковић (Велико Крчмаре, 15. новембар 1834 — Београд, 21. јул 1903) био је српски историчар и академик. Водећа је личност романтичарске струје у српској историографији.

## Биографија
Рођен је од оца Славка (рођеног 1788) и мајке Марије-Бебе (1793—1878), ћерке Проке Ивановића из Забојнице који је учествовао у Првом и Другом српском устанку, као и у Ђаковој буни, на Милошевој страни. Деда по оцу, Срећко Стефановић, био је учесник Кочине крајине 1788-91. и у току Првог српског устанка био је бимбаша у Лепеници.
Школовао се у Малим Крчмарима, Драчи, Београду (Богословија од 1848) и Кијеву (Духовна академија). Из четворогодишње руске православне академије прешао је на кијевски Универзитет. Ту је 1859. године стекао "први научни степен кандидата". Од 1859. до 1894. радио је као професор историје на Лицеју. Затим је од 1863. године у Великој школи предавао српску историју скоро четири деценије. Путовао је 1873. године по Старој Србији и Македонији, као члан Друштва за отварање српских школа. А две године касније пропутовао је Далмацију, Приморје и Албанију.
Водећа је личност романтичарске историографије, са Милошем Милојевићем. Почео је да пише још за време студија у Русији. Позната су му дела: "Родословије српских цареј", "Стефан Немања", "Нејаки Урош", "Вукашин", те двотомна књига "Историја српскога народа". Ушао у сукоб са Иларионом Руварцем и следбеницима позитивистичке, критичке историографије и из њега изашао скоро потпуно заборављен. Био је већи српски патријота него историчар, сматрало се због неколико нетачности и претеривања у историјским радовима.
Срећковић је био потпредседник Народне скупштине, народни посланик, српски академик (од 1886), професор и ректор Велике школе. За време рата 1878. године радио је као начелник округа пиротског, трнског и брезничког. Од 1894. године је члан Државног савета у Београду. Био је веома активан у „Македонском одбору“ и у „Друштву Светог Саве“.
Додељен му је Орден Таковског крста, Орден Белог орла и друга одликовања.
Умро је 8/21. јула 1903. године и сахрањен је на Новом гробљу у Београду.
Био је ожењен Анком, ћерком Маринка Радовановића, министра правде и Јелене Спужић.
По њему је названа Улица Панте Срећковића (Београд).

## Одабрана дела
- Историја српског народа од 600—1367 I—II (1884, 1888)
- Стефан Немања; Нејаки Урош, други српски цар; Цар Синиша Палеолог Немањић и јањински деспот Тома; Вукашин (Гласник Српског ученог друштва, 27)
- Стање и однос српских архонтија према Угарској и Византији у половини XII века (Гласник Српског ученог друштва 54)
- Творенија Доментијана и Теодосија (Споменик 33)
- Преглед историјских извора о кнезу Лазару и Краљевићу Марку (Споменик 36)